# 精霊棚
精霊棚（しょうりょうだな）は、日本の習俗的行事のお盆において先祖、精霊を迎えるための棚。
盆棚、霊棚（たまだな）とも。

## 概要
一般的には、盆の期間中、台の上に真菰のござを敷いたものに、仏壇から取り出した位牌、三具足を飾り、お供え物を置く。
地域によって、形態は異なる。
江戸時代の江戸では、小さな机のような物の四隅に青竹を立て、棚の周囲に筵をかけて、棚には杉の葉で手摺り状の物を附属させた。また棚に使う灯籠の紙は毎年貼り換え、紙には蓮を描くことが多かったが、家紋を紅で摺ったものを描くこともあった。お供え物は時間ごとに変わり、朝昼晩の三食に加えて八時には餅や果物などのおやつが、夜には酒とおつまみをつけて祖霊をもてなした。お供え物はお盆が終わると棚に敷いたマコモに包み、十二銭を添えて「精霊さまお迎い、お迎い」と言って家々を回る人に渡し、農村から船でやってきた人が回収していたという。